# Liste des édifices labellisés « Patrimoine du XXe siècle » de la Vienne
La liste des édifices labellisés « Patrimoine du XXe siècle » de la Vienne recense de manière exhaustive les édifices disposant du label officiel français « Patrimoine du XXe siècle » situés dans le département français de la Vienne. Chacun de ces édifices est accompagné de sa notice sur la base Mérimée et de sa date de labellisation

## Liste
| Monument                         | Commune       | Adresse                             | Coordonnées                      | Notice         | Date      | Illustration                     |
| -------------------------------- | ------------- | ----------------------------------- | -------------------------------- | -------------- | --------- | -------------------------------- |
| Pont Camille-de-Hogues           | Châtellerault |                                     | 46° 48′ 49″ nord, 0° 32′ 15″ est | « PA86000019 » | 2002      | Pont Camille-de-Hogues           |
| Dépôt lapidaire de Loudun        | Loudun        | rue Vouguet                         | 47° 00′ 28″ nord, 0° 05′ 09″ est | « PA86000004 » | 1997      | Image manquante Téléverser       |
| Château de Bierson               | Marçay        |                                     | 46° 28′ 07″ nord, 0° 13′ 57″ est | « PA00105792 » | 1989 1997 | Image manquante Téléverser       |
| Hôtel Gilbert                    | Poitiers      | Blossac (rue de) 15                 | 46° 34′ 35″ nord, 0° 20′ 12″ est | « PA86000029 » | 2005      | Hôtel Gilbert                    |
| Église Saint-Cyprien de Poitiers | Poitiers      | Faubourg-Saint-Cyprien (rue du) 138 | 46° 34′ 04″ nord, 0° 20′ 37″ est | « PA86000022 » | 2002      | Église Saint-Cyprien de Poitiers |